# Mikhaïl Xólokhov
Mikhaïl Aleksàndrovitx Xólokhov, rus: Михаи́л Алекса́ндрович Шо́лохов, (Krujilin, Rússia, 24 de maig de 1905 - Vióixenskaia, URSS, 21 de febrer de 1984) fou un novel·lista soviètic guardonat amb el Premi Nobel de Literatura l'any 1965.
A més, va ser un polític i membre important del Partit Comunista de la Unió Soviètica. Principal exponent de la cultura soviètica, les seves obres han estat traduïdes a més de 30 idiomes.

## Biografia
Va néixer l'11 de maig del 1905 segons el calendari julià vigent en aquell moment (24 de maig del mateix any segons el calendari gregorià) al llogaret de Krujilin, població situada a l'óblast de Rostov, en una família cosaca. Va participar en la Primera Guerra Mundial i després en la Guerra Civil russa. El 1917, commogut pels eslògans i les proclames dels bolxevics, s'allistà a l'Exèrcit Roig i també va treballar com a periodista i editor.
Després del triomf bolxevic, Xólokhov es va establir a Moscou, on va començar la seva carrera com a escriptor. Va ingressar al Partit Comunista de la Unió Soviètica el 1932 i el 1937 va ser escollit diputat del Soviet Suprem de l'URSS. La publicació d'El Don de plàcides aigües, que va aconseguir el premi Stalin l'any 1941, el va convertir en l'escriptor més influent de la Unió Soviètica. Xólokhov va acompanyar Nikita Khrusxov el 1959 en el seu viatge a l'Europa occidental i als Estats Units, i el 1961 va ser escollit membre del Comitè Central del Partit. Fou nomenat dues vegades Heroi del Treball Socialista.
Morí el 21 de febrer del 1984 a la població soviètica de Vióixenskaia.

## Obra literària
Xólokhov és una de les figures més importants del segle xx en la literatura russa. Les obres de Xólokhov són el reflex de l'ambient i les circumstàncies històriques d'un indret específic. Aquest autor es va moure sempre en la més estricta ortodòxia soviètica. Segons els crítics, els seus escrits estan marcats per la contradicció entre la fidelitat a un art realista que Xólokhov va arribar a dominar com pocs, una maduresa literària precoç per a un escriptor (als vint-i-tres anys publica El Don de plàcides aigües) i la submissió als dictats de la propaganda oficialista. Sens dubte, és el destí de tot escriptor debatre's entre crides contradictòries.
Algunes de les seves novel·les mostren sinceritat; es pot reconstruir la història de la cruenta Guerra Civil russa en El Don de plàcides aigües (Tikhi Don, 1928-1940) millor que en qualsevol manual d'història contemporània. Aquesta, la seva millor novel·la segons el parer de la crítica, relata l'epopeia dels cosacs del Don, des de l'inici de la guerra fins al triomf bolxevic, vista mitjançant la història individual del protagonista. Terres conreades (Pódniataia tselinà, 1932-1960) evoca les transformacions produïdes en l'agricultura soviètica per les granges col·lectives. Lluitaren per la pàtria (Oní srajalis za Ródinu, 1942) exalta l'heroisme dels soldats soviètics que van lliurar la Segona Guerra Mundial o "Gran Guerra Pàtria" contra l'invasor nazi.
En l'actualitat, a Rússia, les generacions de la comunitat cosaca consideren aquest novel·lista un dels personatges transcendentals en la història del seu poble. Gràcies a les seves obres, es van preservar detalls valuosos de la tradició i la cultura cosaques, valors i costums de què el mateix escriptor es va embeure en la seva família durant la infància.

### Obra seleccionada
- 1925: Донские рассказы -Dónskie rasskazi- (Contes del Don)
- 1926: Лазоревая степь -Lazórevaia step- (L'estepa de Lazórevi)
- 1928-1940: Тихий Дон -Tikhi Don- (El Don de plàcides aigües, 4 volums)
- 1932-1960: Поднятая целина -Pódniataia tselinà- (Terres conreades, 2 volums)
- 1942: Они сражались за Родину -Oní srajalis za Ródinu- (Lluitaren per la pàtria)
- 1942: Наука ненависти -Naüka nènavisti- (La ciència de l'odi)
- 1951: Слово о Родине -Slovo o Ródine- (Glòria a la pàtria)
- 1956-1957: Судьба человека -Sudbà txeloveka- (El destí d'un home)